# VN-Zeerechtverdrag
Het Verdrag van de Verenigde Naties inzake het recht van de zee (United Nations Convention on the Law of the Sea, UNCLOS) of VN-zeerechtverdrag is een internationale multilaterale overeenkomst waarbij ruim 160 staten en de Europese Unie partij zijn, die werd uitonderhandeld en afgesloten binnen het organisatorische raamwerk van de Verenigde Naties. Het werd voorafgegaan door drie conferenties waaraan afgevaardigden van de betrokken staten deelnamen. De afspraken vastgehouden in het verdrag zijn de meest recente ontwikkeling in het internationale zeerecht. Het verdrag maakte het mede mogelijk om wereldwijd het gebruik van natuurlijke hulpbronnen en het voorkomen van milieuverontreiniging juridisch te regelen, alsmede vrede op volle zee te bewaren.
Met het verdrag werden ook enkele instituten opgericht om als onafhankelijke rechterlijke instantie onderlinge geschillen te behandelen:
- Internationaal Zeerechttribunaal in Hamburg
- Internationale Zeebodemautoriteit in Kingston
- Commissie voor de afbakening van het continentaal plat in New York

## Achtergrond
Al  sinds de oudheid bestaan er regels voor de navigatie op zeewateren en over de rechten en plichten op volle zee. Er bestonden ook altijd al regels voor de zone in zeewateren gemeten vanaf de kustlijn van een land, waar de heerser van het betreffende grondgebied het voor het zeggen had. De geschiedenis van de zeerechtsregels is uitgebreid en zeer divers. Laat-middeleeuwse Europese rechtsgeleerden gebruikten veelal een zone van 100 mijl uit de kust.
Basis voor de leidende beginselen in het internationale zeerecht werd vanaf begin 17e eeuw het werk van de Hollandse jurist Hugo de Groot, het Mare-Liberum (1606). Daarin was onder meer beschreven dat nationale rechten over zeewateren en het recht om daarover nationale wetgeving uit te vaardigen, zich uitstrekte over een gebied dat parallel vanaf de kustlijn gemeten drie zeemijlen (circa 5,5 km) in zee lag, een maat afkomstig van de kanonschotafstand ontwikkeld door Cornelis van Bijnkershoek. Alle wateren binnen deze grens werden internationaal als territoriale wateren beschouwd, alle zeewateren buiten deze grens werden als internationale wateren beschouwd - vrij bevaarbaar en exploiteerbaar door alle staten, maar bij geen staat behorend.
Voor het oorlogszeerecht werden beginselen vastgelegd in de Verklaring van Parijs (1856) en bij de Tweede Vredesconferentie van Den Haag (1907).
In de loop van de 20e eeuw wilden veel landen de grens voor de territoriale wateren verleggen vanwege natuurlijke hulpbronnen, visgronden en om milieubescherming uit te kunnen oefenen op zee. Om deze reden werd door de Volkenbond in 1930 een conferentie gehouden in Den Haag, maar dit leidde niet tot een overeenkomst. Het mare-liberumprincipe werd in 1945 losgelaten door de Verenigde Staten toen president Truman eenzijdig verklaarde het beheer door de Verenigde Staten van de natuurlijke hulpbronnen in zeewateren het hele continentaal plat voor de kusten van de VS te laten bestrijken. Andere landen volgden met een uitbreiding ten opzichte van de oude regel. Tussen 1946 en 1950 breidden Argentinië, Chili, Peru en Ecuador hun soevereine rechten over de zee uit tot 200 zeemijl (370 km) om de visgronden in de Humboldtstroom te beschermen. Andere landen breidden hun territoriale wateren uit tot 12 zeemijlen (22 km). Tegen 1967 gebruikten nog slechts 25 landen de oorspronkelijke grens van 3 zeemijlen, 66 landen hadden een 12-mijls territoriale grens en acht hadden een 200-mijlsgrens.

## De eerste conferentie (UNCLOS I)
In 1956 hield de Verenigde Naties de eerste conferentie (Conference on the Law of the Sea (UNCLOS I)) in Genève, Zwitserland. UNCLOS I resulteerde in 1958 in vier verdragen:
- Verdrag inzake de territoriale zee en de aansluitende zone, in werking getreden op 10 september 1964
- Verdrag inzake het continentale plateau, in werking getreden op 10 juni 1964
- Verdrag inzake de Volle Zee, in werking getreden op 30 september 1962
- Verdrag inzake de visserij en de instandhouding van de levende rijkdommen van de volle zee, in werking getreden op 20 maart 1966

Hoewel UNCLOS I als een succes werd beschouwd, liet het de belangrijke vraag over de breedte van de territoriale wateren open.

## De tweede conferentie (UNCLOS II)
In 1960 werd dit opgevolgd door UNCLOS II, maar deze conferentie leidde niet tot internationale overeenkomsten.

## De derde conferentie (UNCLOS III)

Zeegebieden in internationaal recht

Het punt van de verschillende territoriale aanspraken werd naar voren gebracht in de VN in 1967 door Arvid Pardo en vanaf 1973 werd de Third United Nations Conference on the Law of the Sea gehouden in New York om de afspraken vastgelegd in het het bestaande verdrag aan te passen. De conferentie duurde tot 1982 en meer dan 160 landen namen deel. Ten aanzien van de besluitvorming gold de (vooraf afgesproken) regel, dat besluiten op de conferentie werden genomen bij consensus in plaats van bij meerderheid van stemmen, om te voorkomen dat groepsvorming van bepaalde landen de onderhandelingen zouden beïnvloeden. De conventie trad op 14 november 1994 in werking, een jaar nadat de zestigste staat, Guyana, had getekend.
De belangrijkste onderwerpen waren het bepalen van de grenzen, navigatie, de status van archipels, recht van doorgang, exclusieve economische zones (EEZ), continentaal-plat-jurisdictie, diepzeeboringen, het exploitatieregime, bescherming van het mariene milieu, wetenschappelijk onderzoek en de regeling van geschillen.
De conventie bracht de grens van territoriale wateren op 12 zeemijl (22,22 km) van de basislijn (laagwaterlijn). In dit gebied is de kuststaat vrij om wetten uit te vaardigen, gebruik te regelen en elke hulpbron te gebruiken. Schepen werd het recht gegeven van "onschuldige passage" door elk territoriaal water. Dit is een snelle en continue passage, waarbij het schip geen bedreiging mag vormen voor de kuststaat en evenmin de soevereiniteit, territoriale integriteit of politieke onafhankelijkheid van de staat mag betwisten. Op 24 zeemijl van de basislijn bevindt zich de aansluitende zone, waarin een land de wet kan afdwingen met betrekking tot bijvoorbeeld smokkel of illegale immigratie.
De exclusieve economische zones (EEZ) verlegden de exploitatierechten van kuststaten tot 200 zeemijl uit de kust, waaronder alle natuurlijke hulpbronnen. De EEZ werden geïntroduceerd om de toenemende verhitte conflicten te stoppen over visrechten, hoewel oliewinning ook belangrijk werd. Het succes van het eerste offshore olieplatform in de Golf van Mexico werd al gauw herhaald in andere delen van de wereld, zodat het tegen 1970 technisch mogelijk was om te boren in een waterdiepte van 4000 meter.
De conventie definieert archipelstaten in deel IV, waarin ook staat beschreven hoe een dergelijk land zijn territoriale grenzen kan trekken. Een basislijn wordt getrokken tussen de buitenste punten van de buitenste eilanden. Alle wateren binnen deze lijn worden archipelwateren genoemd en worden beschouwd als grondgebied van het land.
Naast het definiëren van de zones, schept de conventie ook verplichtingen om het mariene milieu te beschermen en het beschermen van de vrijheid om wetenschappelijk onderzoek te doen op open zee. Het schept ook een innovatief wettelijk beleid om het exploiteren van natuurlijke hulpbronnen in de zeebodem te regelen buiten de nationale jurisdictie, met behulp van de  Internationale Autoriteit voor de zeebodem.
Geheel door land omgeven landen hebben het recht van doorgang van en naar de zee, zonder dat het vervoer door doorgangslanden belast wordt.

## Getekend en geratificeerd

Geratificeerd
Getekend, maar nog niet geratificeerd

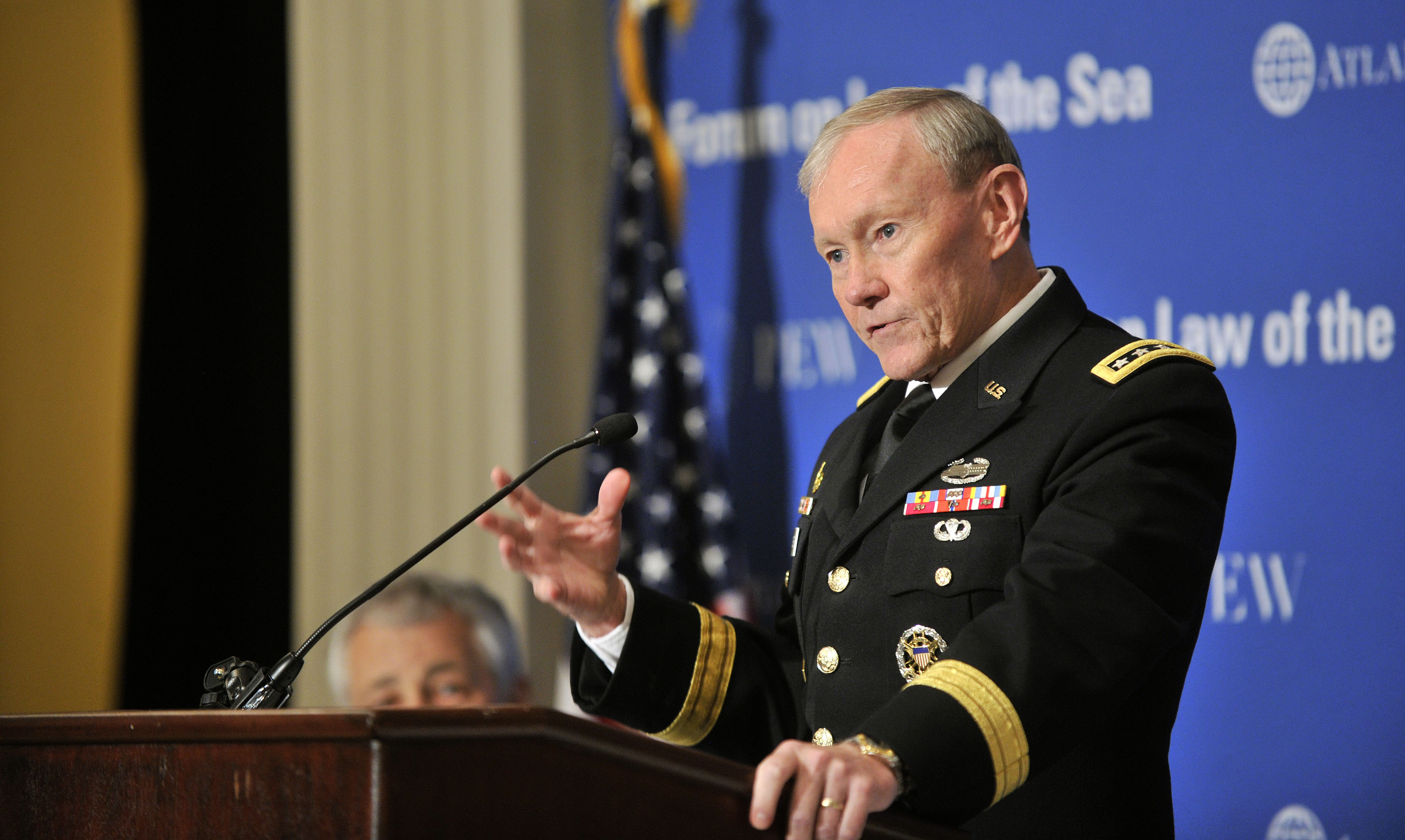
Generaal Martin E. Dempsey, Voorzitter US Joint Chiefs of Staff, spreekt op het Forum on the Law of the Sea Convention, Washington, 9 mei 2012. (defense.gov)

Open voor ondertekening - 10 december 1982. In werking getreden - 16 november 1994. Geratificeerd (2023): 164 landen
Deelnemers - (158) Albanië, Algerije, Angola, Antigua en Barbuda, Argentinië, Armenië, Australië, Bahama's, Bahrein, Bangladesh, Barbados, België, Belize, Benin, Bolivia, Bosnië en Herzegovina, Botswana, Brazilië, Brunei, Bulgarije, Burkina Faso, Kameroen, Canada, Tsjaad, Chili, China, Comoren, Congo-Brazzaville, Congo-Kinshasa, Cookeilanden, Costa Rica, Cuba, Cyprus, Tsjechië, Denemarken, Djibouti, Dominica, Dominicaanse Republiek, Duitsland, Ecuador, Egypte, Equatoriaal-Guinea, Estland, Europese Unie, Fiji, Filipijnen, Finland, Frankrijk, Gabon, Gambia, Georgië, Ghana, Grenada, Griekenland, Guatemala, Guinee, Guinee-Bissau, Guyana, Haïti, Honduras, Hongarije, IJsland, India, Indonesië, Irak, Ierland, Italië, Ivoorkust, Jamaica, Japan, Jemen, Jordanië, Kaapverdië, Kenia, Kiribati, Koeweit, Kroatië, Laos, Lesotho, Letland, Libanon, Liberia, Litouwen, Luxemburg, Madagaskar, Malawi, Maleisië, Maldiven, Mali, Malta, Marokko, Marshalleilanden, Mauritanië, Mauritius, Mexico, Micronesia, Moldavië, Monaco, Mongolië, Montenegro, Mozambique, Namibië, Nauru, Nepal, Nederland, Nieuw-Zeeland, Nicaragua, Niger, Nigeria, Niue, Noord-Macedonië, Noorwegen, Oekraïne, Oman, Oost-Timor, Oostenrijk, Pakistan, Palau, Panama, Papoea-Nieuw-Guinea, Paraguay, Polen, Portugal, Qatar, Roemenië, Rusland, Saint Kitts en Nevis, Saint Lucia, Saint Vincent en de Grenadines, Samoa, Sao Tomé en Principe, Saoedi-Arabië, Senegal, Servië en Montenegro, Seychellen, Sierra Leone, Singapore, Slowakije, Slovenië, Salomonseilanden, Somalië, Spanje, Sri Lanka, Soedan, Suriname,Swaziland, Tanzania, Thailand, Togo, Tonga, Trinidad en Tobago, Tunesië, Tuvalu, Oeganda, Uruguay, Vanuatu, Verenigd Koninkrijk, Vietnam, Wit-Rusland, Zambia, Zimbabwe, Zuid-Afrika, Zuid-Korea, Zweden, Zwitserland.
Landen die getekend hebben, maar nog niet geratificeerd - Afghanistan, Bhutan, Burundi, Cambodja, Centraal-Afrikaanse Republiek, Colombia, El Salvador, Ethiopië, Iran, Noord-Korea, Libië, Liechtenstein, Rwanda, Verenigde Arabische Emiraten, Verenigde Staten.
Hoewel de Verenigde Staten actief betrokken waren bij de voorbereidingen en de eerste vier conventies in 1961 ratificeerden, is het UNCLOS (III) verdrag door de VS niet geratificeerd. Men acht zich desalniettemin deels gebonden door het gewoonterecht dat in het verdrag is gecodificeerd. Er wordt in de VS een brede discussie gevoerd met argumenten het verdrag alsnog te ratificeren.

## Verdrag voor de Bescherming van de Biodiversiteit op Volle Zee
Binnen het kader van het Zeerechtverdrag werd in 2023 overeenstemming bereikt over een Verdrag voor de Bescherming van de Biodiversiteit op Volle Zee. Dit milieuverdrag wordt van kracht na een voldoende aantal ratificaties. 